# Těptín
Těptín je vesnice jižně od Prahy, v okrese Praha-východ ve Středočeském kraji. Administrativně je součástí obce Kamenice, od jejíhož centra leží 2 km jihozápadně (směrem k Jílovému u Prahy). Rozkládá se ve výšce 430–450 m n. m. na severním okraji Hornopožárských lesů.
V katastrálním území leží i část Skuheř.
Severně od Těptína se nachází Ringhofferova hrobka.
Ve vesnici Těptín se natáčel seriál Co ste hasiči.[zdroj?]

## Další fotografie

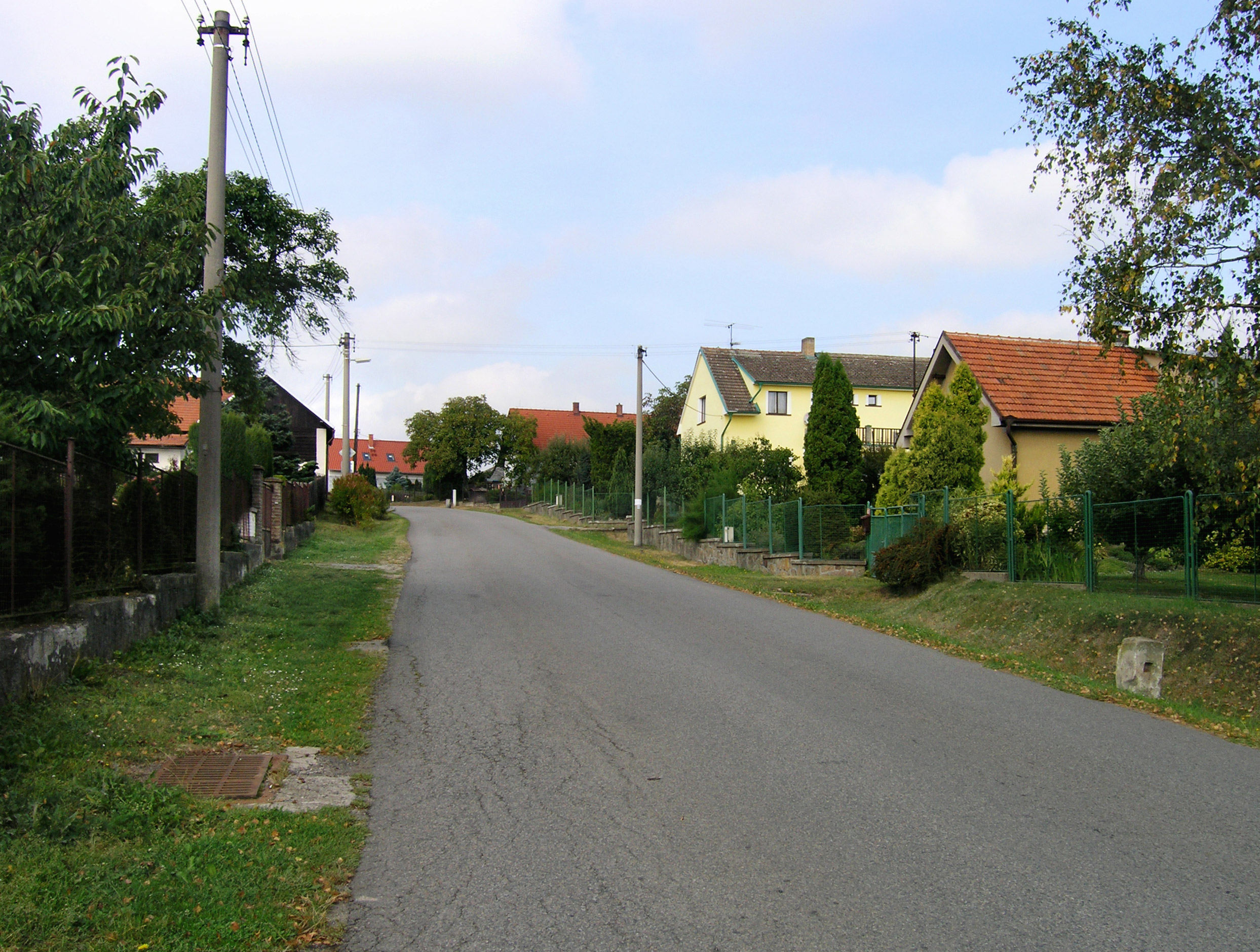
Jílovská ulice směrem k Jílovému u Prahy
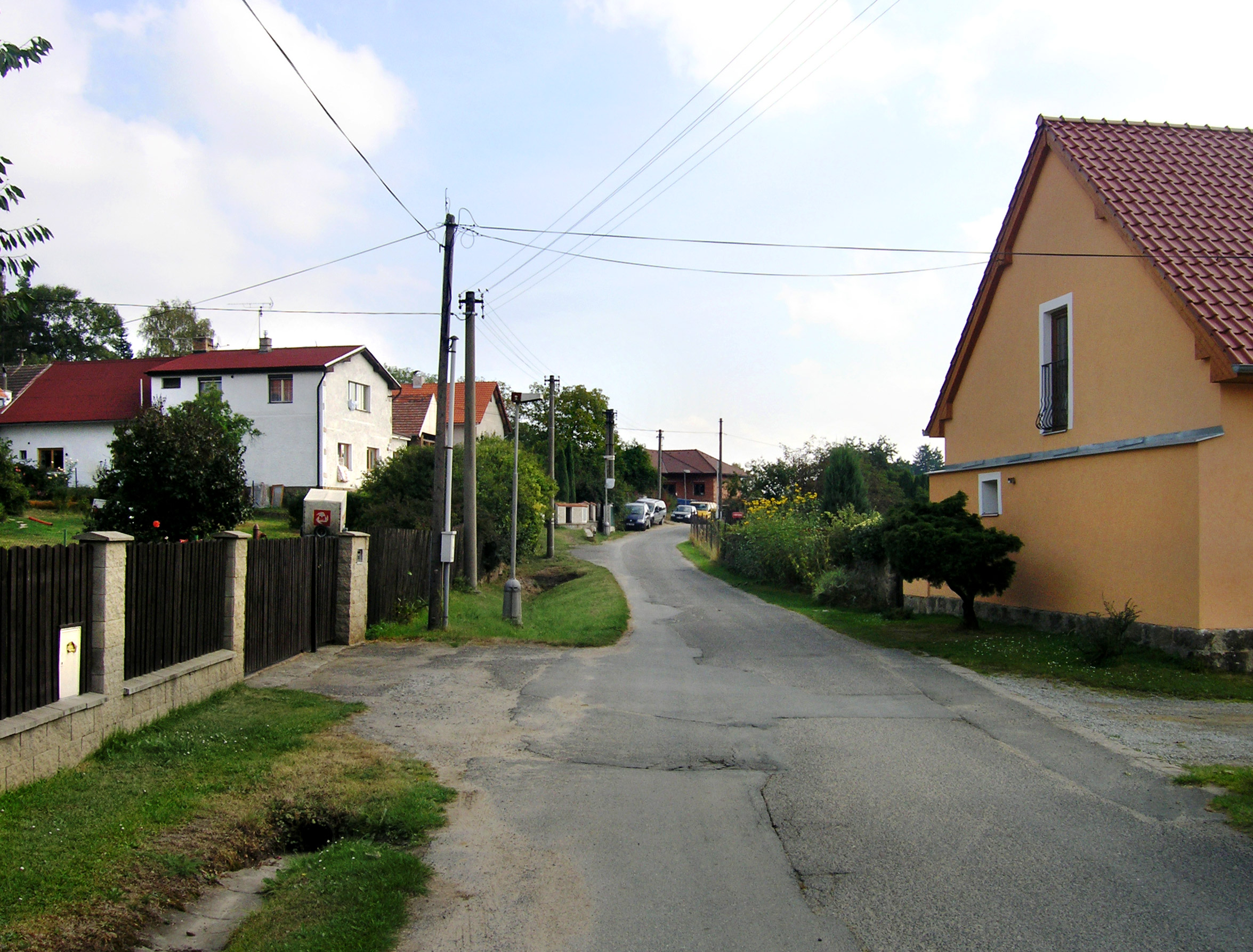
Třešňová ulice na východě vesnice